# Mirolestes albimanus
Mirolestes albimanus är en tvåvingeart som beskrevs av Carrera 1949. Mirolestes albimanus ingår i släktet Mirolestes och familjen rovflugor. Inga underarter finns listade i Catalogue of Life.